# Ceratinia bisulca
Ceratinia bisulca är en fjärilsart som beskrevs av Fox 1945. Ceratinia bisulca ingår i släktet Ceratinia och familjen praktfjärilar. Inga underarter finns listade i Catalogue of Life.